# Alex More
Alex More (Albuquerque, Nuevo México; 29 de agosto de 1991) es una actriz pornográfica y modelo erótica estadounidense.

## Biografía
Nació en agosto de 1991 en la ciudad de Albuquerque, ubicada en el condado de Bernalillo en el estado estadounidense de Nuevo México. Tras cumplir los 18 años comenzó a trabajar como coordinadora de servicios para una ONG, empleo en el que se mantuvo hasta 2017, cuando ingresó en la industria pornográfica y debutó como actriz el 21 de marzo, a los 25 años.
Como actriz, ha grabado para productoras como Mofos, Nubiles, Girlsway, Evil Angel, Bangbros, Brazzers, Lethal Hardcore, Reality Kings o Devil's Film, entre otras.
A comienzos de 2018 protagonizó junto a Chanel Preston la parodia pornográfica de Cincuenta sombras liberadas realizada en realidad virtual bajo el nombre de 69 Shades Freed, para el estudio VRBangers.
Ha aparecido en más de 170 películas como actriz.
Algunas películas suyas son Anal Players 3, Deep Anal Action 4, I Caught My Daughter Fucking My Boyfriend! 4, Manhandled 10, My First Training Bra 2, New Anal Recruits 3 o Swallowed 10.

## Premios y nominaciones
| Año  | Ceremonia            | Resultado | Premio                                | Trabajo                                                               |
| ---- | -------------------- | --------- | ------------------------------------- | --------------------------------------------------------------------- |
| 2019 | Premios AVN          | Nominada  | Premio fan: Debutante más caliente    | —                                                                     |
| 2019 | Spank Bank Technical | Nominada  | Customs/Clips Specialist of the Year  | —                                                                     |
| 2019 | Spank Bank Technical | Nominada  | Most Fuckable Feet                    | —                                                                     |
| 2019 | Spank Bank Technical | Nominada  | Most Luscious Labia                   | —                                                                     |
| 2021 | Premios AVN          | Nominada  | Mejor escena de sexo lésbico en grupo | Isis Love Returns: Gia DiMarco and Alex More Welcome the Goddess Home |